# Semiothisa banksianae
Semiothisa banksianae är en fjärilsart som beskrevs av Ferguson 1974. Semiothisa banksianae ingår i släktet Semiothisa och familjen mätare. Inga underarter finns listade i Catalogue of Life.